# 齊爾茨

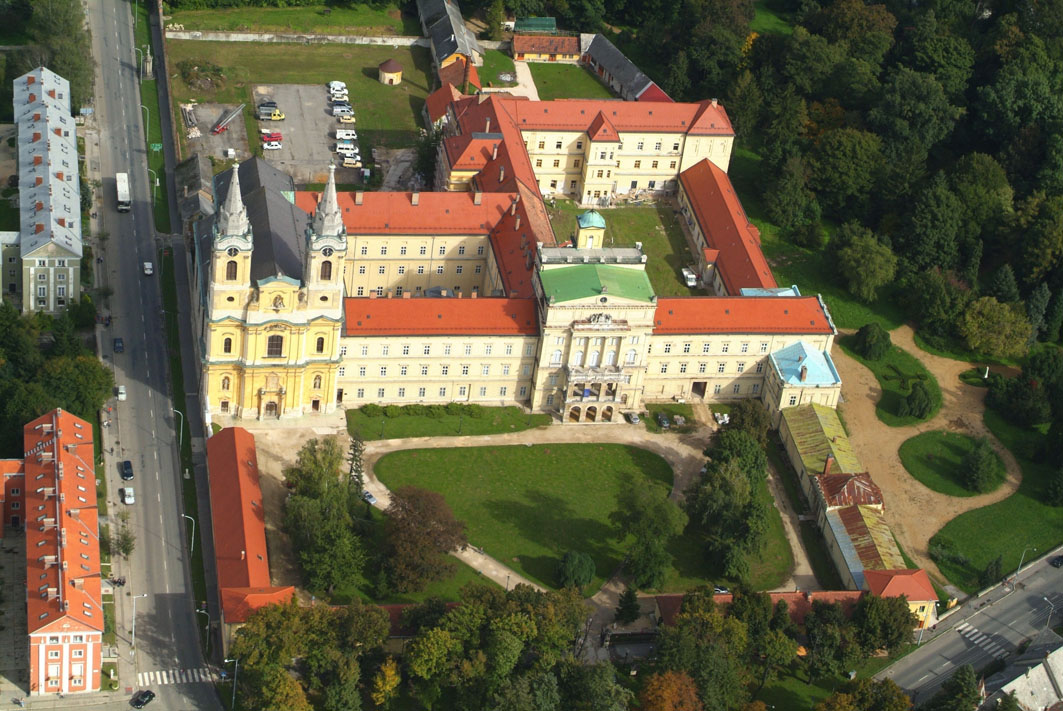

齊爾茨是匈牙利的城鎮，位於該國西北部，距離首都布達佩斯140公里，由維斯普雷姆州負責管轄，面積37.4平方公里，2011年人口7,082，其中約八成居民信奉天主教。

## 友好城市
- 德国波尔海姆 1990年
- 羅馬尼亞巴拉奧爾特 1990年
- 芬兰尼瓦拉 1998年

## 外部連結
- Aerial photography: Zirc （页面存档备份，存于）